# Ronnie Drew
Joseph Ronald "Ronnie" Drew (16. september 1934 – 16. august 2008) var en irsk folkemusiker og sanger. Han var en af grundlæggerne af The Dubliners, som han var en del af fra 1962 til 1974 og igen fra 1979 til 1995 samt en kort periode i 2002 i anledning af gruppens 40-års jubilæum. Han var en central skikkelse i irsk folkemusik gennem næsten 50 år og var kendt for sit store skæg og sin særartede og let genkendelige stemme, der er blevet beskrevet som "lyden af koks der bliver knust under en dør" og "i stand til at skære en ost".
I sin tid med The Dubliners' var han med til at indspille flere af deres mest kendte og succesfulde melodier. I løbet af sin solokarriere udgav han flere albums alene, i samarbejde med andre og medvirkede på mange andre kunstneres albums. Hans mest succesfulde sang fra sin solokarriere er en udgave af "Spanish Lady", som han indspillede med med kalkunen Dustin fra The Saw Doctors i 1994.
I 2006 blev han diagnosticeret med kræft og trods behandling døde han af det i august 2008. Hyldestsangen "The Ballad of Ronnie Drew", der blev indspillet af en lang række irske kunstnere, blev udgivet nogle måneder inden hans død og blev #1 på Irish Singles Chart. Derudover har flere andre kunstnere hyldet ham i sangtekster og på scenen.

## Opvækst
Ronnie Drew blev født i Dun Laoghaire, County Dublin i 1934. Til trods herfor er Drew i høj grad blevet regnet for "en rigtig Dubliner". Dog udtalte han, at "Jeg blev født og voksede op i Dun Laoghaire, og ingen rigtig Dubliner ville nogensinde acceptere det!".
Han gik på den lokale Christian Brothers School. Som dreng sang han sopran.

## Privatliv
Ronnie Drew var søn af en snedker. Han giftede sig med Deirdre McCartan i 1963. Deirdre var datter af en irsk politiker. Parret fik sønnen Phelim og datteren Cliodhna, der tilsammen har 5 børn. Parret boede i Greystone.
Drew havde en passion for heste, og han var en øvet rytter. Han vandt flere konkurrencer til Dublin Horse Show. Interessen fik han via sin kone, hvis barndomshjem lå i County Wicklow, hvis naboer havde heste.

## Karriere
Han begyndte som elektrikerlærling, solgte støvsugere og har arbejdet som opvasker og på en telefoncentral. I sidste halvdel af 50'erne flyttede Drew til Spanien for at undervise i engelsk og for at lære spansk og flamencoguitar. Her boede han i tre år. Hans interesse for folkemusik begyndte, da han var 19.
Da han vendte hjem til Irland, slog han sig sammen med Barney McKenna og Thomas Whelan, for at samle penge in til et velgørenhedsarrangement. De fortsatte med at lave revynumre sammen som de optrådte med Gaiety Theatre med John Molloy. Imellem indslagene plejede de at spille irske sange. Derefter gik der ikke længe før han kunne ernære sig som musiker på fuld tid.
I 1962 dannede han gruppen The Ronnie Drew Ballad Group sammen med Luke Kelly, Barney McKenna og Ciaran Bourke på O'Donoghue's Pub. Gruppen skiftede kort efter navn til The Dubliners, da Drew ikke brød sig om det oprindelige navn. Herefter blev gruppen på kort tid et af de mest velkendte navne inden for irsk folkemusik. De optrådte jævnligt på O'Donoghue's Pub sammen med Mary Jordan, der spillede på skeer, og sangeren Ann Mulqueen, der var ven af Barney. Mary Jordans mor introducerede dem i Abbey Tavern i Howth, hvor de spillede fast hver mandag aften.
I 1974 forlod Drew gruppen for at gå solo, da han var træt af at turnere hele tiden og synge de samme sange igen og igen. Han udgav to albums og optrådte til koncerter alene og med andre bands. Hans plads i The Dubliners blev udfyldt af Jim McCann. Han udgav sit selvbetitlede første album i 1975, og indeholdt hans oprindelige udgave af "The Irish Rover", som The Dubliners senere indspillede med The Pogues og fik et stort hit. På albummet medvirker også det senere medlem af The Dubliners, Eamonn Campbell. I 1978 udkom hans andet soloalbum Guaranteed Ronnie Drew, hvor Campbell endnu engang medvirkede. Desuden medvirkede John Sheahan fra The Dubliners og Finbar Furey fra The Fureys. Han sluttede sig til The Dubliners igen i 1979, hvorefter McCann forlod gruppen kort tid efter.
I sin anden tid med The Dubliners måtte Kelly forlade bandet pga. sygdom og døde i 1984. Han blev erstattet med Seán Cannon. Gruppen havde et samarbejde med punkgruppen The Pogues i 1987, der affødte deres første #1 hit i Irland siden "Seven Drunken Nights" tyve år tidligere. Eamonn Cambell sluttede sig også til gruppen, før Drew forlod dem endnu en gang i 1995 for at genoptage sin solokarriere. Han blev denne gang erstattet af Paddy Reilly, der længe havde været ven af bandet. Inden da havde han dog udgivet en udgave af "Spanish Lady" med kalkunen Dustin fra The Saw Doctors opnåede fire uger som #1 på Irish Singles Chart. I sin anden periode som solokunstner udgav først to soloalbums; Dirty Rotten Shame (1995) og The Humour Is On Me Now (1998) med nye og gamle numre, inden han sammen med Eleanor Shanley udgav; A Couple More Years (2000). Fire år senere udgav de endnu et album sammen; El Amor De Mi Vida. Han sluttede sig atter en gang til The Dubliners i en kort periode i 2002 i anledning af gruppens 40-års jubilæum og den planlagte turne. På turneen medvirkede også Jim McCann.
Fra 1995 og frem til sin død i 2008 indspillede Drew musik med en lang række andre kunstnere, heriblandt Christy Moore, The Pogues, Antonio Breschi, Dropkick Murphys og Eleanor Shanley. Han lavede også flere "one-man shows", hvor han blev akkompagneret af forskellige guitarister. Disse shows var bl.a. Songs and Stories, Ronnie og I Hardly Knew Ya. Showene indbefattede historier om personer som Brendan Behan, Patrick Kavanagh og Seán O'Casey og Drew, der sang deres sange.
Ronnie Drew er også kendt for sin kampagne for at bruge Dublins letbane DART. Han indtalte Irske Myter og Legender, der udkom på seks CD'er i 2006.
Drew blev valgt til at indtale flere af Oscar Wildes historier med sin karakteristiske stemme på en række CD'er fra 2007, der blev genudgivet i 2010.
Den 22. august 2006 blev han hyldet ved en ceremoni, hvor hans håndaftryk blev føjet til "walk of fame" uden for Dublins Gaiety Theatre.

## Sidste tid og død
I september 2006 forlød det, at Drew havde dårligt helbred efter, at han var blevet indlagt på St. Vincent's Hospital i Dublin til en undersøgelse for kræft. Den 15. december optrådte han sammen med Phil Coulter i The Late Late Show, hvor de drøftede hans helbred.
Til trods for hans forværrede fysiske tilstand bidrog han til et album kaldet Pearls med Biall Austin. Sangene var produceret af Drew sammen med Jah Wobble.
Drews kone gennem 40 år, Deirdre, døde 7. juni 2007 på St. Vincent's Hospital. Hun døde dagen før Drew skulle optræde i National Hall til en koncert kaldet Legends of Irish Folk sammen med med blandt andre Johnny McEvoy, Ralph McTell og Finbar Furey. Det var først gang Drew skulle optræde efter sin kræftbehandling, men han aflyste som følge af dødsfaldet og blev erstattet af Phil Coulter.
Den 25. oktober 2007 deltog Drew i Ryan Confidential på RTÉ, hvor han blev interviewet om sin rolle i The Dubliners, hans liv efter bandet og kampen mod kræften. Dette var den eneste gang, hvor Drew optrådte på tv både skaldet og uden skæg. Senere samme år var han endnu engang gæst i The Late Late Show, hvor han snakkede om sin kones død og sin behandling mod kræft.
De sidste måneder inden sin død indspillede Drew nogle sange i traditionel jazzstil. Blandt de medvirkende var Shane MacGowan, Mary Coughlan og Damien Dempsey. Sangene blev produceret af Hugh Buckley og udgivet i november 2008 på albummet The Last Session: A Fond Farewell. Han udgav også sangen "Easy and Slow", der blev #18 på Irish Singles Chart.
Ronnie Drew døde af kræft på St. Vincent's Hospital, Dublin, d. 16. august 2008. Han blev begravet tre dage senere på Redford kirkegård i Greystones.

## Eftermæle

### The Ballad of Ronnie Drew
Den 19. februar 2008 blev der udgivet en sang kaldet "The Ballad of Ronnie Drew", der blev fremført af en lang række kendte irske musikere. Dette inkluderede U2, Sinéad O'Connor, Christy Dignam fra Aslan, Robert Hunter fra Grateful Dead, Kíla, Christy Moore, Andrea Corr, Moya Brennan, Shane MacGowan (fra The Pogues), Bob Geldof, Damien Dempsey, Gavin Friday, Iona Green, Jerry Fish, Paul Brady, Paddy Casey, Mick Pyro, Mundy, Chris de Burgh, Ronan Keating, Jack L, Eleanor Shanley, Mary Black, Declan O'Rourke, Mary Coughlan og Joe Elliott fra Def Leppard. Desuden medvirkede The Dubliners og The Chieftains.
Det var oprindeligt meningen, at Ronnie Drew selv skulle synge sangen, men på grund af hans helbred blev planen droppet. I stedet blev sangen ændret til at være en hyldest til ham. Overskuddet fra salget af singlen gik efter Drews ønske til The Irish Cancer Society. Sangen blev udført live i The Late Late Show med Drew som tilskuer og kom direkte ind på Irish Singles Chart som #2 og toppede som #1.

### September Song
Ligeledes i 2008 blev der lavet en dokumentar om Drew kaldet September Song. Den omhandler Ronnies opvækst i sin bedstemors hus i Dun Laoghaire, opstarten af The Dubliners på O'Donoghue's pub, hans turneer over hele verden, tabet af hans kone og hans kamp mod kræften. Dokumentaren indbefatter også interviews med hans søn og datter, hans venner og fans, så som Bono og Billy Connolly.
Den blev produceret af den Oscar-nominerede Noel Pearson og instrueret af Sinead O'Brien. Navnet på dokumentaren kommer fra sangen September Song af Kurt Weill og Maxwell Anderson, som er blevet gjort populær af mange genindspilninger af blandt andre Frank Sinatra. Denne sang var med på Drews soloalbum There's Life In The Old Dog Yet.

### Andre hyldester
Et punkband fra Chicago, kaldet The Tossers, dedikerede deres album On a Fine Spring Evening til Drews minde. Deres sang "St. Stephen's Day" rummer linjen "I could go on up to Wicklow and throw a rose on Ronnie's grave" ("Jeg kunne fortsætte op til Wicklow og smide en rose på Ronnie's grav").
Forsangeren fra Flogging Molly, Dave King, nævnte Drews død som et af de største musikalske tab inden for de seneste år og kaldte ham "en RIGTIG folkesanger" under et show i Moscow, Idaho.
På Gaelic Storms album Cabbage fra 2010, nævnes Ronnie Drew i sangen "I Was Raised on Black and Tans" i linjen "I was raised on black and tans...on Ronnie Drew and Van the Man" ("jeg blev opfostret af Black and Tans... på Ronnie Drew og Van the Man").
Det keltiske punkband Dropkick Murphys dedikerede sangen "(F)lannigan's Ball" til Drew under deres sæt på Reading Festival i 2008. Spider Stacy sang sammen med bandet under dette nummer. Spider Stacy og Drew har indspillet en version af "(F)lannigan's Ball" sammen med Dropkick Murphys.
Det australsk-irske folkpunk band The Rumjacks fra Australien nævner Drew i deres hit "An Irish Pub Song", der omhandler den skrantende kvalitet på nogle irske pubber; "It's over to me, and over to you! We'll skip along the avenue, and who the hell is Ronnie Drew? We got us an Irish pub!"

## Diskografi
Udover sine udgivelser med The Dubliners har Ronnie Drew udsendt en lang række soloudgivelser og har medvirket på andre kunstneres værker.

### Soloudgivelser
- 1975 Ronnie Drew
- 1978 Guaranteed Ronnie Drew
- 1995 Dirty Rotten Shame
- 1999 The Humour Is On Me Now
- 2000 A Couple More Years – sammen med Eleanor Shanley
- 2004 An evening with Ronnie Drew
- 2006 El Amor De Mi Vida – sammen med Eleanor Shanley
- 2006 Irish Myths and Legends – 6 CD'er
- 2006 A New World
- 2006 There's Life In The Old Dog Yet
- 2006 Ronnie Drew
- 2007 Classic Oscar Wilde Stories – 6 CD'er
- 2007 Pearls – med Jah Wobble og Grand Canal
- 2007 At the Tail End of a Hurricane – Ronnie Drew og Grand Canal
- 2008 Pearls – med Jah Wobble og Grand Canal
- 2008 The Last Session

### Singler
- 1975 "Weila Weila" #15 i Irland
- 1994 "Spanish Lady" (feat. Dustin, The Saw Doctors) #1 i Irland
- 2008 "Easy and Slow" #18 i Irland

## Bøger
- 2008 Ronnie (hardback), genudgivet i 2009 som paperback